# Mont-Saxonnex
Pour les articles homonymes, voir Mont.
Mont-Saxonnex (prononcé [mɔ̃ saksɔnɛ], le -x final ne se prononce pas) est une commune française située dans le département de la Haute-Savoie, en région Auvergne-Rhône-Alpes.
La commune est également une station de sports d'hiver disposant de treize pistes de ski alpin. 

## Géographie

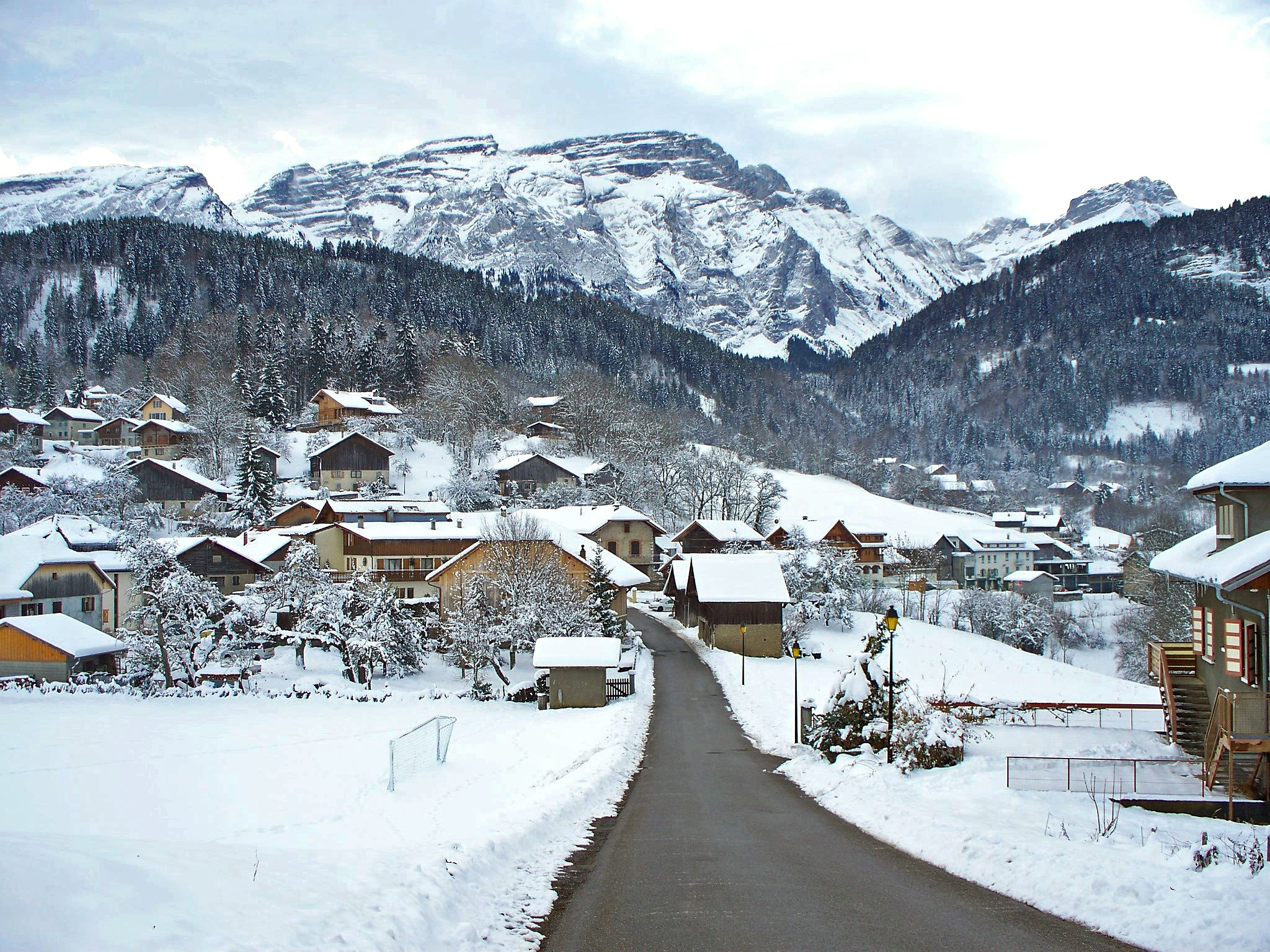
Mont-Saxonnex et la chaîne du Bargy.

Le cœur du village (les quartiers du Bourgeal et de Pincru appelé la Villia par les anciens) est situé à 1 000 mètres d'altitude.
Toutefois, Mont-Saxonnex, dans son ensemble, s'étend sur les contreforts de la chaîne du Bargy, massif des Bornes, culminant à 2 438 mètres d'altitude.

### Communes limitrophes
Les communes limitrophes sont  Bonneville, Brizon, Glières-Val-de-Borne, Le Grand-Bornand, Le Reposoir, Marnaz et Vougy.

## Urbanisme

### Typologie
Au 1er janvier 2024, Mont-Saxonnex est catégorisée ceinture urbaine, selon la nouvelle grille communale de densité à sept niveaux définie par l'Insee en 2022.
Elle est située hors unité urbaine. Par ailleurs la commune fait partie de l'aire d'attraction de Cluses, dont elle est une commune de la couronne,. Cette aire, qui regroupe 12 communes, est catégorisée dans les aires de 50 000 à moins de 200 000 habitants,.

### Occupation des sols
L'occupation des sols de la commune, telle qu'elle ressort de la base de données européenne d’occupation biophysique des sols Corine Land Cover (CLC), est marquée par l'importance des forêts et milieux semi-naturels (85 % en 2018), une proportion identique à celle de 1990 (85 %). La répartition détaillée en 2018 est la suivante : 
forêts (39,4 %), milieux à végétation arbustive et/ou herbacée (28,2 %), espaces ouverts, sans ou avec peu de végétation (17,4 %), prairies (10,2 %), zones urbanisées (4,8 %).
L'IGN met par ailleurs à disposition un outil en ligne permettant de comparer l’évolution dans le temps de l’occupation des sols de la commune (ou de territoires à des échelles différentes). Plusieurs époques sont accessibles sous forme de cartes ou photos aériennes : la carte de Cassini (XVIIIe siècle), la carte d'état-major (1820-1866) et la période actuelle (1950 à aujourd'hui).

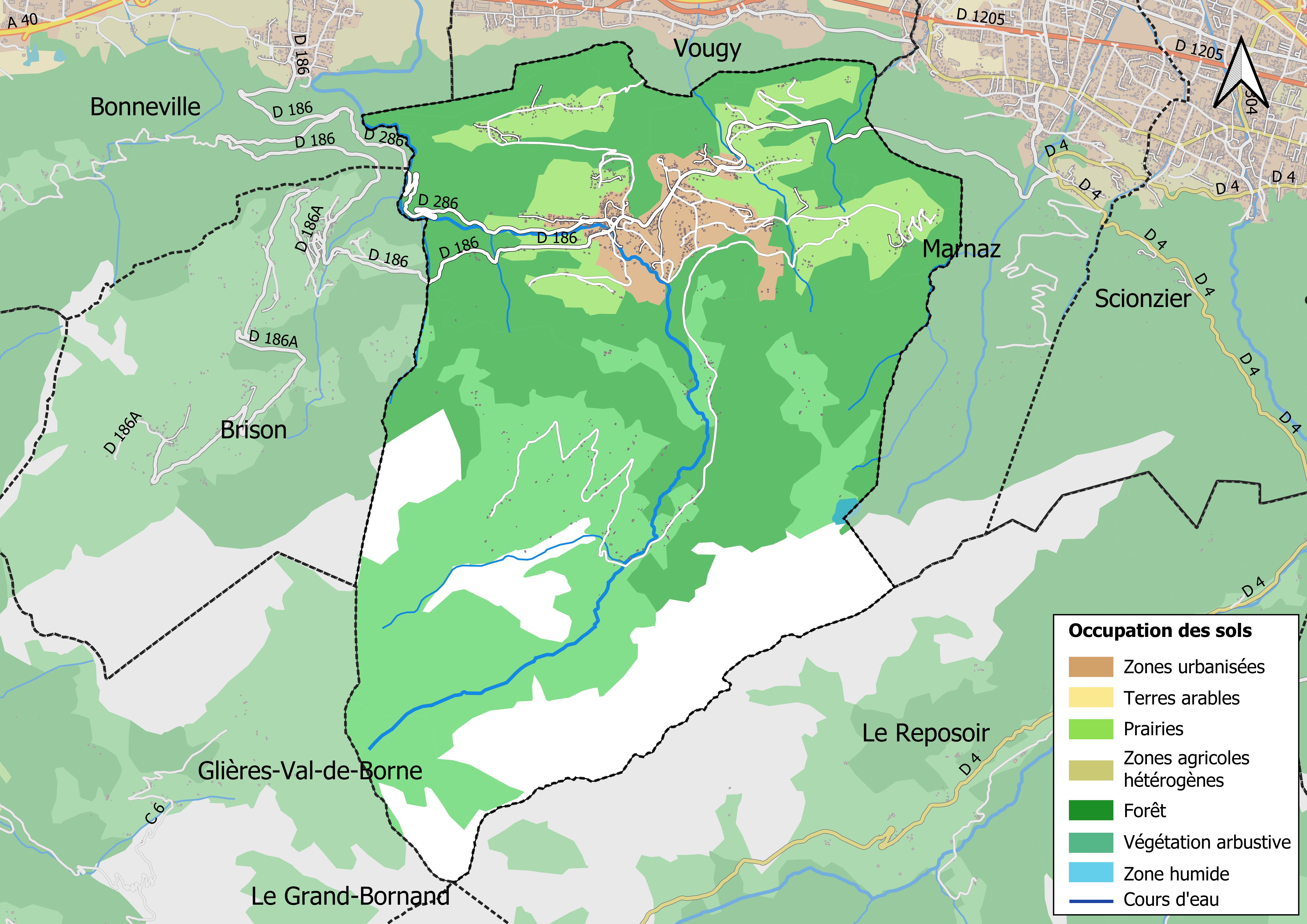
Carte des infrastructures et de l'occupation des sols en 2018 (CLC) de la commune.
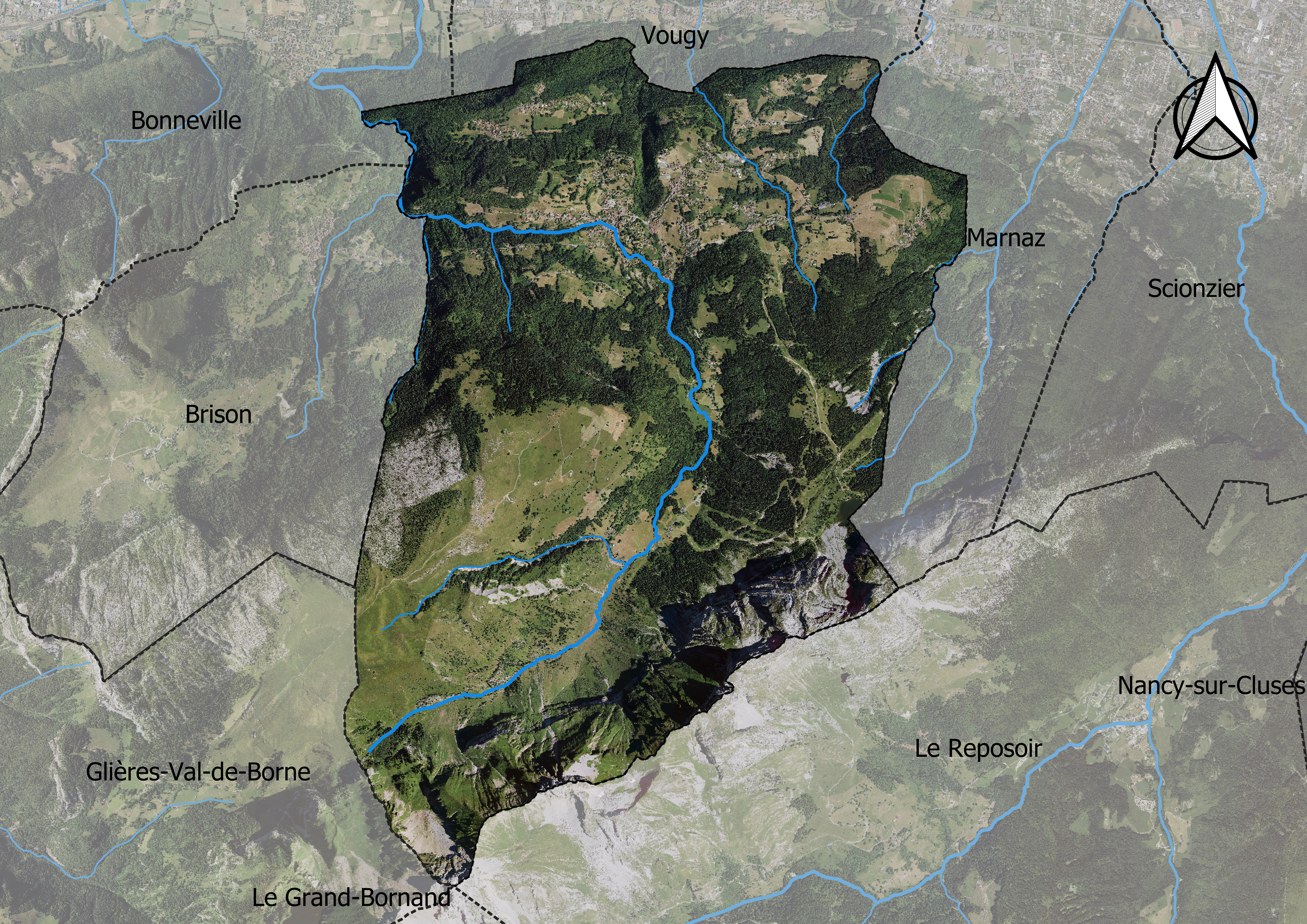
Carte orthophotogrammétrique de la commune.

## Toponymie
Mont-Saxonnex (prononcer Saxonney) tirerait son nom de mons saxorum nigrorum, ce qui signifie « mont des rochers noirs ». En effet, une légende veut qu'un incendie, au Moyen Âge, ait duré sept ans, rendant les rochers aussi noirs que du charbon. Une autre explication attribue le nom à un Romain dénommé Sersunay. Saxonnex pourrait aussi provenir d'une légende indo-européenne faisant intervenir Neptune (nay). Cette légende rapporte que le pays fut sauvé du débordement du lac Bénit par une procession de prêtres qui en firent trois fois le tour.
Mont Saxonnex est attesté Sersenaco en 1339. La dérivation -aco est un suffixe de localisation typiquement gaulois. C'est un toponyme celte composé sur deux racines serra- "faux, faucille, serpe" et -senos "ancien, vieux". En langue gauloise Sersenaco signifie quelque chose comme "le domaine du vieux à la faux" ou "le domaine du vieux faucheur" (lien avec l'aspect du Bargy voisin ?).
En francoprovençal, le nom de la commune s'écrit L Mon, selon la graphie de Conflans.

## Histoire

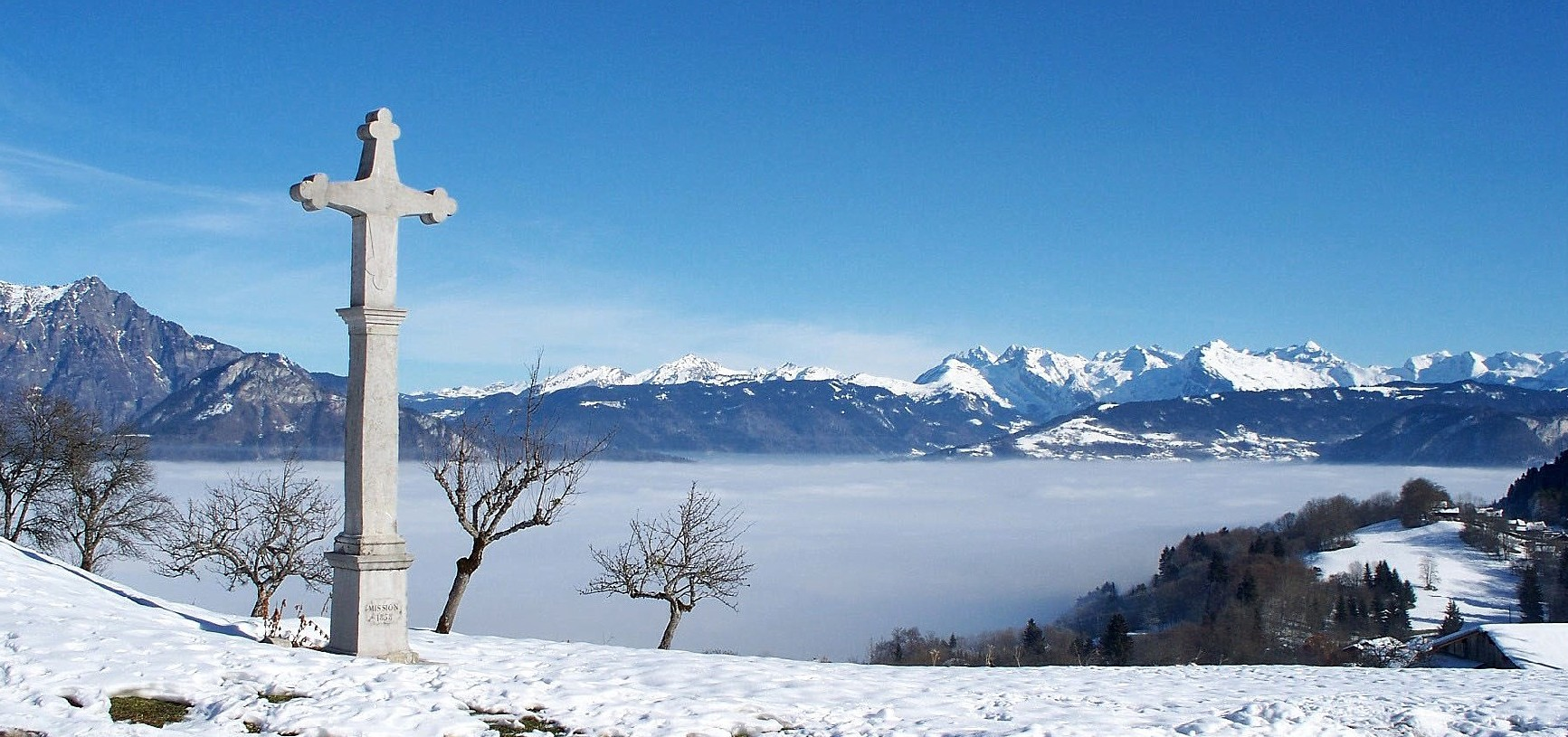
Croix de Mission.

La paroisse, semble-t-il déjà ancienne, est rattachée à l'abbaye de Sixt en 1170. D'abord Mons de Sersunay (XIIIe s.), du fait de transformations successives, ce nom devient Mont Sersonay (1365), Mont de Sarsonay (1495), Mont Sassonay ou Sassonex (1606) et enfin Mont Saxonnex (1652).
Mont-Saxonnex est une commune d'abord agricole mais également industrielle qui a, parmi les premières (avec Saint-Sigismond, Scionzier, Cluses… ), profité de l'essor de l'industrie horlogère, au XVIIIe siècle. La plupart des habitants alliant activité agricole et industrielle fabriquaient tout au long du XIXe siècle et jusqu'à la Seconde Guerre mondiale pignons, axes et autres pièces de montres qui se vendaient aux assembleurs genevois. Il en a résulté un type d'habitat caractéristique encore aisément observable où l'on voit des bâtiments de ferme dont un des côtés est percé de baies vitrées, éclairant un plan de travail où étaient réalisées les opérations minutieuses de façonnage de petites pièces. Les ouvrants de ces fenêtres pivotent vers l'extérieur, car le plan de travail était surmonté de courroies de transmission reliant un arbre en position haute à diverses petites machines. Ces ouvertures permettaient également de faciliter le chargement des barres de matière première dans les machines qui réalisaient les pièces métalliques.
Jadis le domaine agricole du Mont-Saxonnex s'étendait jusqu'à Vougy, Petit-Bornand, Brizon et Bonneville.
Lors des débats sur l'avenir du duché de Savoie, en 1860, la population est sensible à l'idée d'une union de la partie nord du duché à la Suisse. Une pétition circule dans cette partie du pays (Chablais, Faucigny, Nord du Genevois) et réunit plus de 13 600 signatures, dont 131 pour la commune. Le duché est réuni à la suite d'un plébiscite organisé les 22 et 23 avril 1860 où 99,8 % des Savoyards répondent « oui » à la question « La Savoie veut-elle être réunie à la France ? ».

## Politique et administration
| Période                                  | Période  | Identité              | Étiquette | Qualité       |
| ---------------------------------------- | -------- | --------------------- | --------- | ------------- |
| 1977                                     | 1995     | Michel Gros-Gaudenier | ...       | Charpentier   |
| 1995                                     | 2014     | Jacques Martinelli    | ...       | Peintre       |
| 2014                                     | En cours | Frédéric Caul-Futy    | ...       | Fonctionnaire |
| Les données manquantes sont à compléter. |          |                       |           |               |

## Population et société

### Démographie
Les habitants de la commune sont appelés Les Dumonts.
L'évolution du nombre d'habitants est connue à travers les recensements de la population effectués dans la commune depuis 1793. Pour les communes de moins de 10 000 habitants, une enquête de recensement portant sur toute la population est réalisée tous les cinq ans, les populations de référence des années intermédiaires étant quant à elles estimées par interpolation ou extrapolation. Pour la commune, le premier recensement exhaustif entrant dans le cadre du nouveau dispositif a été réalisé en 2005.

En 2022, la commune comptait 1 637 habitants, en évolution de −0,79 % par rapport à 2016 (Haute-Savoie : +6,01 %, France hors Mayotte : +2,11 %).
| 1793 | 1800  | 1806  | 1822  | 1838  | 1848  | 1858  | 1861  | 1866  |
| ---- | ----- | ----- | ----- | ----- | ----- | ----- | ----- | ----- |
| 949  | 1 119 | 1 112 | 1 255 | 1 308 | 1 345 | 1 282 | 1 292 | 1 332 |

| 1872  | 1876  | 1881  | 1886  | 1891  | 1896  | 1901  | 1906  | 1911  |
| ----- | ----- | ----- | ----- | ----- | ----- | ----- | ----- | ----- |
| 1 399 | 1 442 | 1 464 | 1 424 | 1 443 | 1 399 | 1 408 | 1 441 | 1 371 |

| 1921  | 1926  | 1931 | 1936 | 1946 | 1954 | 1962 | 1968 | 1975 |
| ----- | ----- | ---- | ---- | ---- | ---- | ---- | ---- | ---- |
| 1 224 | 1 075 | 951  | 900  | 810  | 748  | 755  | 675  | 625  |

| 1982 | 1990 | 1999  | 2005  | 2006  | 2010  | 2015  | 2020  | 2022  |
| ---- | ---- | ----- | ----- | ----- | ----- | ----- | ----- | ----- |
| 645  | 880  | 1 150 | 1 477 | 1 486 | 1 593 | 1 643 | 1 666 | 1 637 |

### Sports
Été
- Pôle sportif : stade de football, skate P=park, terrain multisports.
- Randonnées, escalade, pêche.
- Télésiège ouvert du 14 juillet au 15 août.

Hiver
- Ski de fond à Morsullaz (prononcé Morsul) : 1 boucle de 5 km.
- Station de sports d'hiver disposant de 13 pistes de ski alpin, comprenant un télésiège, trois téléskis adultes et deux téléskis pour débutants, 1 fil neige et 1 jardin des neiges en libre accès.
- Randonnées et raquette pour toute la famille sur un domaine idéal pour tous niveaux.

#### Compétitions
La Cenise Bargy, ce sont 2 courses par an : une course estivale qui se déroule fin juillet et une hivernale fin février.
- Cenise Bargy ETE : relais VTT / trail
- Cenise Bargy Hiver : relais ski de randonnée / ski de fond

Village de montagne, Mont-Saxonnex est traversé par le Tour de France le 03/07/21, et des points du prix de la montagne y sont attribués en tant que col de première catégorie.
L'ascension de ce village, classée en 1re catégorie, est au programme de la 6e étape du Critérium du Dauphiné 2025.

### Loisirs
De nombreuses associations proposent des activités et des animations tout au long de l'année, dont le comité d'animation du Mont-Saxonnex et la bibliothèque.

## Culture locale et patrimoine

### Lieux et monuments

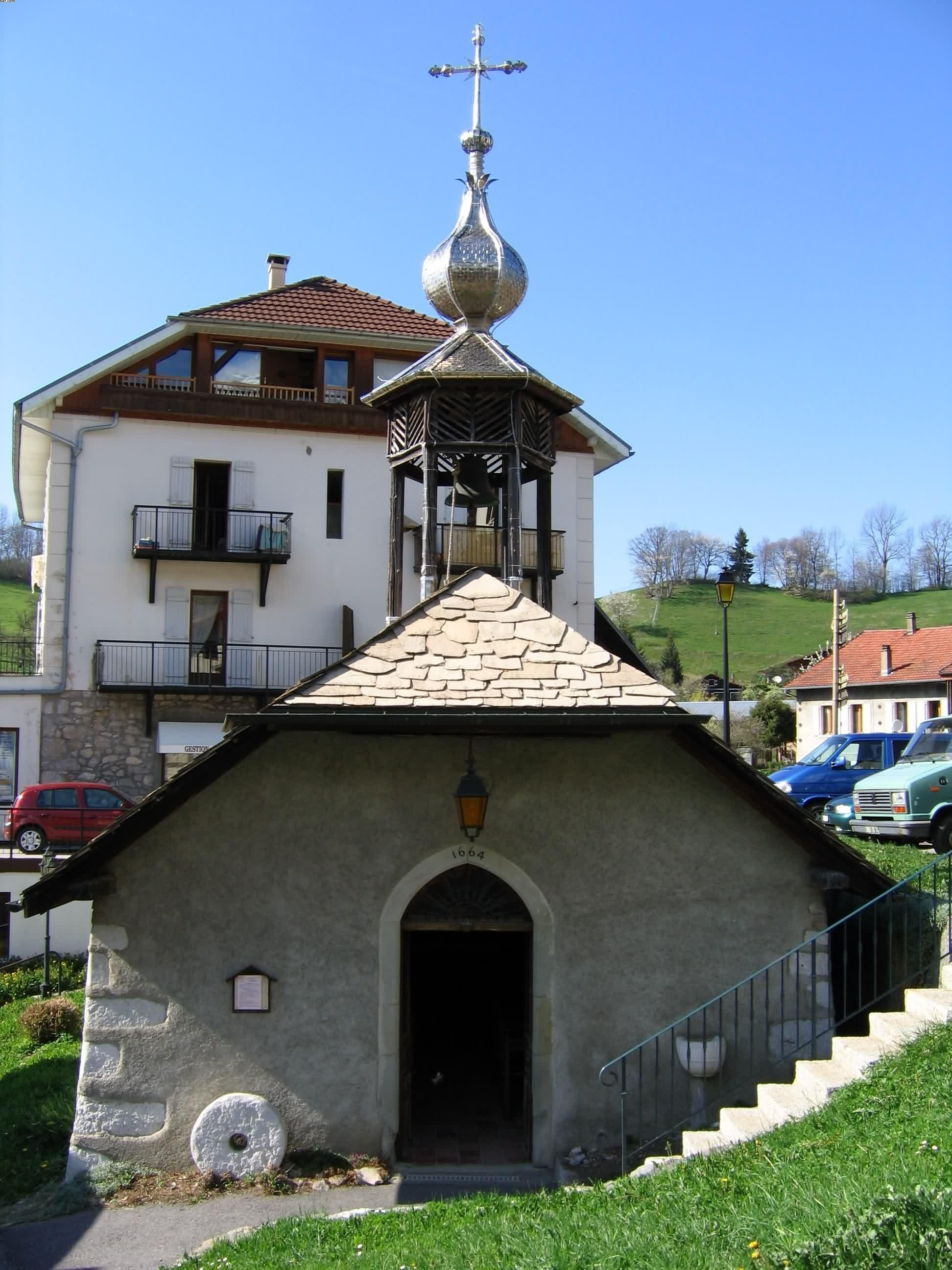
La chapelle de Pincru.

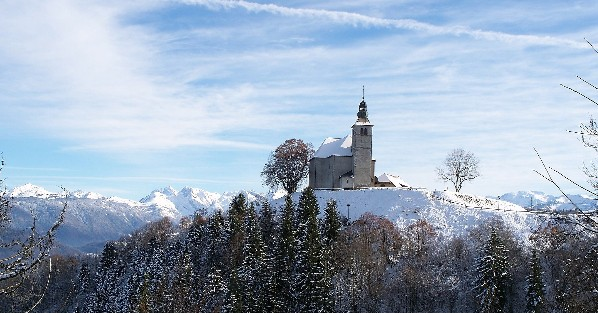
L'église sur son promontoire, à 1000 mètres d'altitude.

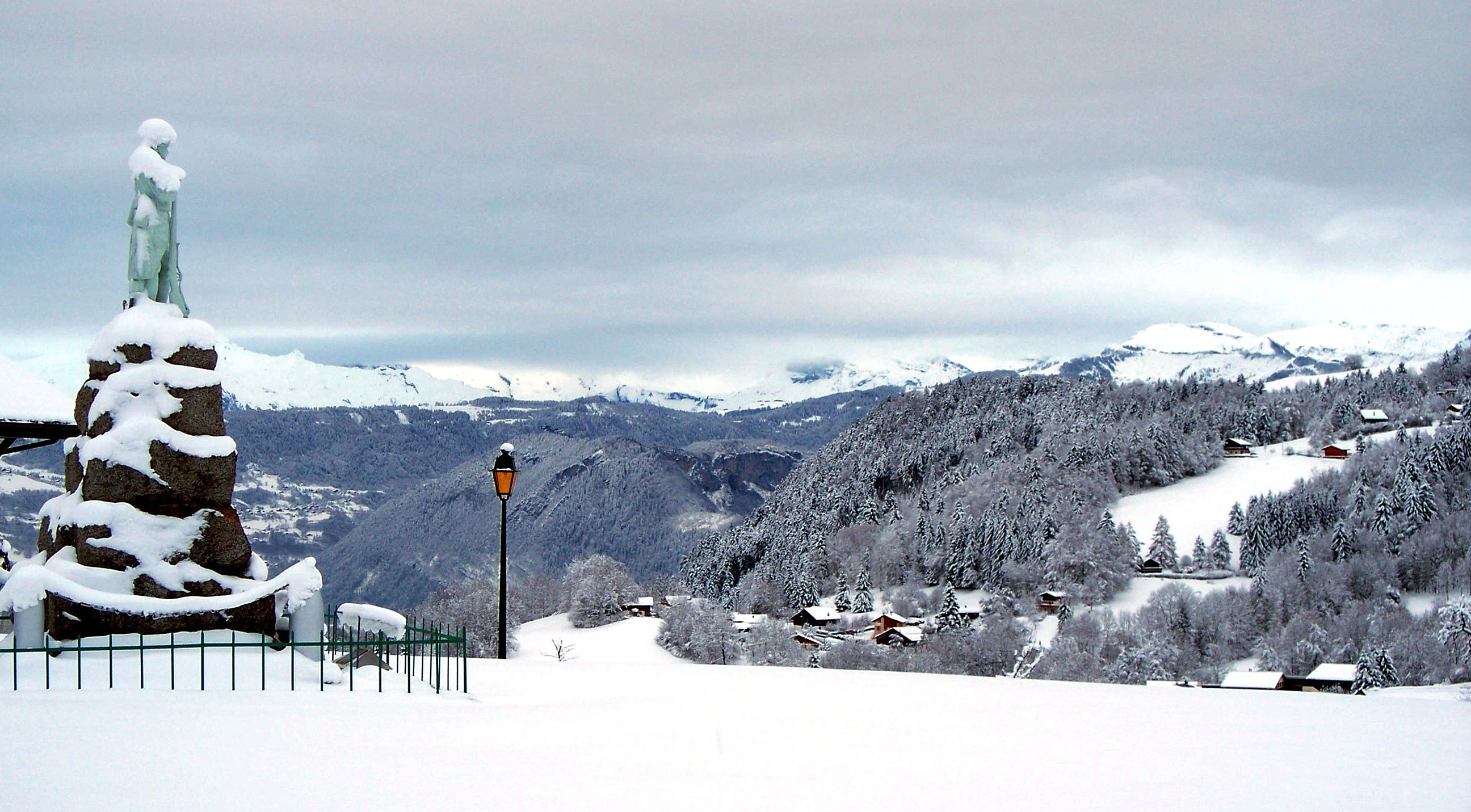
Le monument aux morts.

- L'église Notre-Dame-de-l'Assomption (début XIXe siècle). Consacrée à Notre-Dame de l'Assomption, elle est posée sur un piton rocheux qui domine la vallée de l'Arve et offre un point de vue exceptionnel répondant au nom de Belvédère du Faucigny. Cet ensemble alliant site et monument en fait un point aisément reconnaissable des voyageurs empruntant la vallée de l'Arve.
- La chapelle de Pincru, fondée en 1664 par un habitant ayant fait fortune en Allemagne, avec son clocher à bulbe, ses ardoises et son retable classé datant du XVIIe siècle (école italienne) est typiquement représentative du style de la région. Construite en rive droite du Bronze, près du Pont de la Villia, elle est le centre du hameau de Pincru, second pôle d'habitation de la commune. Classé au titre objet : l'autel et le tableau : le Mariage de la Vierge de 1665[25].
- Le lac Bénit, d'origine glaciaire, situé à 1 450 mètres au pied du pierrier du Bargy, un plan d'eau accompagné d'une légende, est le point de départ de nombreuses randonnées pédestres et d'escalades.
- Les fortifictations :
  - Château Blanc (fortification, indice)
  - Le Châtelet (châtelet, indice)
  - Les Tours (attesté)

### Personnalités liées à la commune
- Joseph Rennard (1883-1958), natif, prêtre séculier et historien, auteur d'une monographie sur la commune[26].
- Marie-Cécile Gros-Gaudenier, championne du monde de descente de ski alpin en 1982.

### Héraldique
| Armes de Mont-Saxonnex | Les armes de Mont-Saxonnex se blasonnent ainsi : Coupé d'azur et de sinople, à une chaine de montagne d'argent mouvante des flancs et brochante sur la partition, chargée à senestre d'une église du même brochante sur le tout,accompagnée en chef à dextre d'un écusson du Faucigny (palé d'or et de gueules) et en pointe à sénestre d'un écusson de Savoie (de gueules à la croix d'argent). |

### Galerie photo
Du belvédère du Faucigny, situé derrière l'église, on voit le Jura, le Salève, Le Môle, le Pic de Marcelly, Les Hauts Forts, les Dents du Midi, les Dents Blanches, Le Grand Ruan, Tour Sallière, le Tenneverge, Le Buet, l'Aiguille Verte.

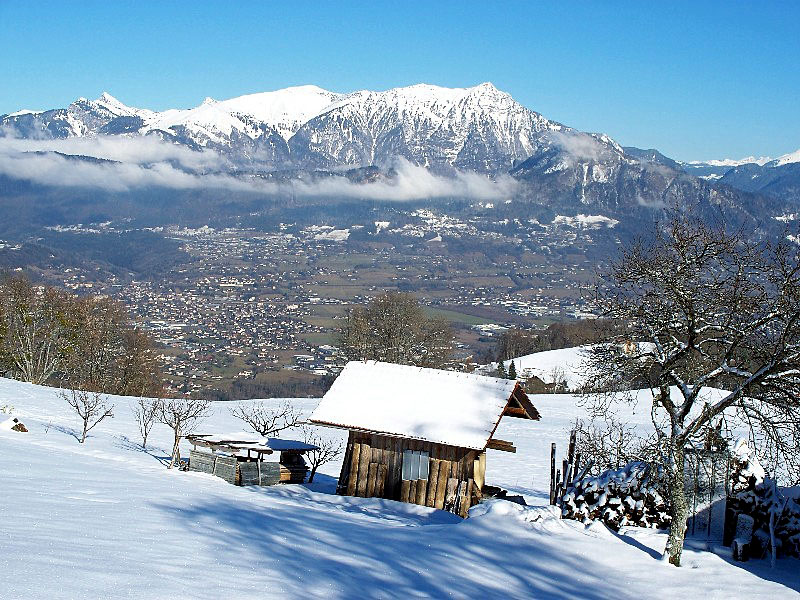
Le Pic de Marcelly et la vallée de l'Arve.
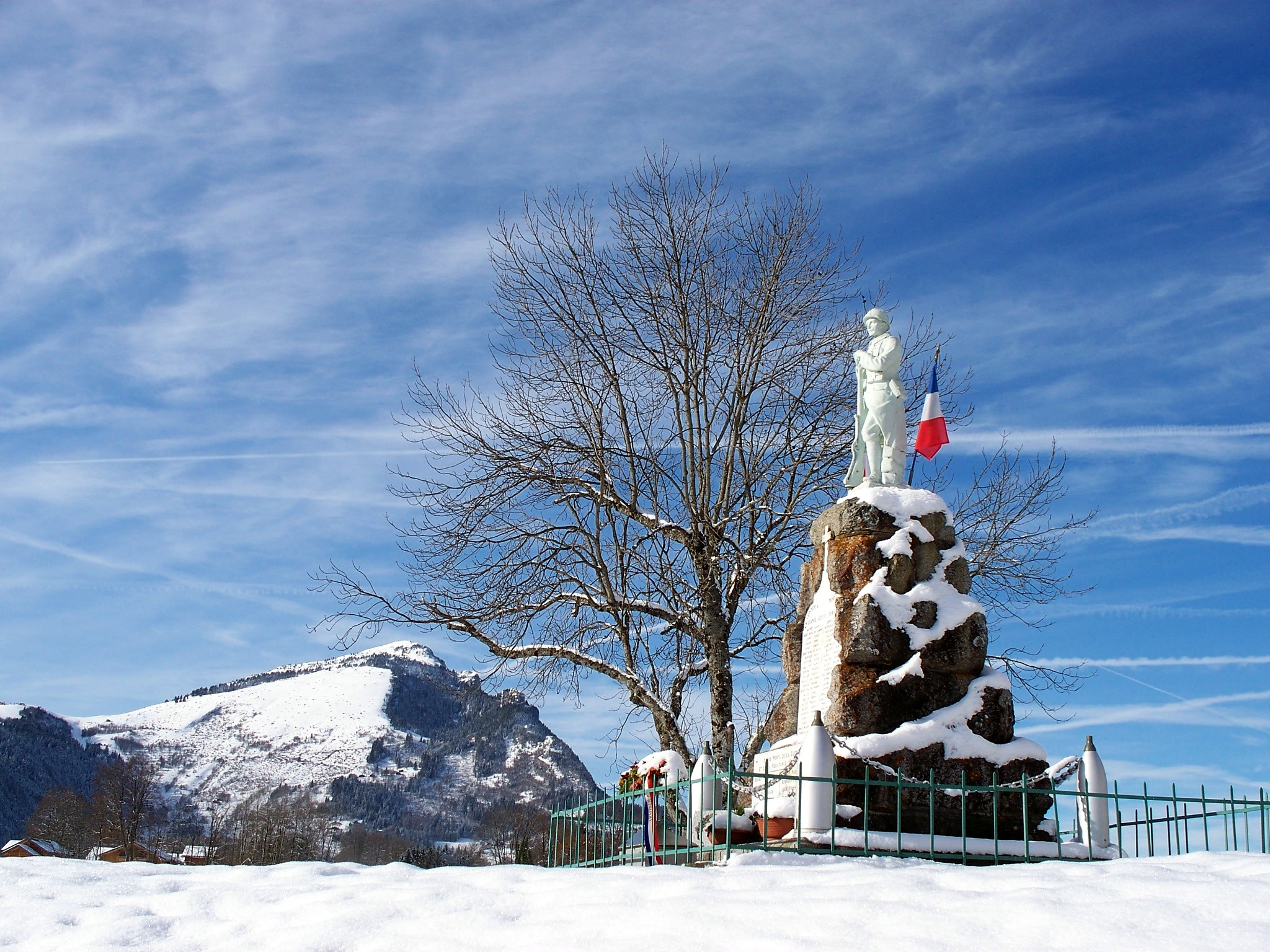
Le monument aux morts et la Pointe d'Andey.
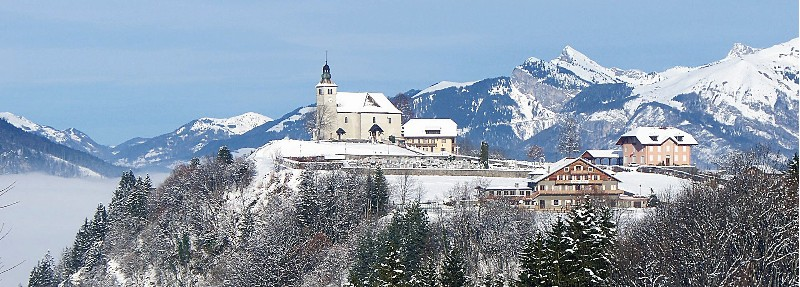
L'église et, à droite, la mairie.
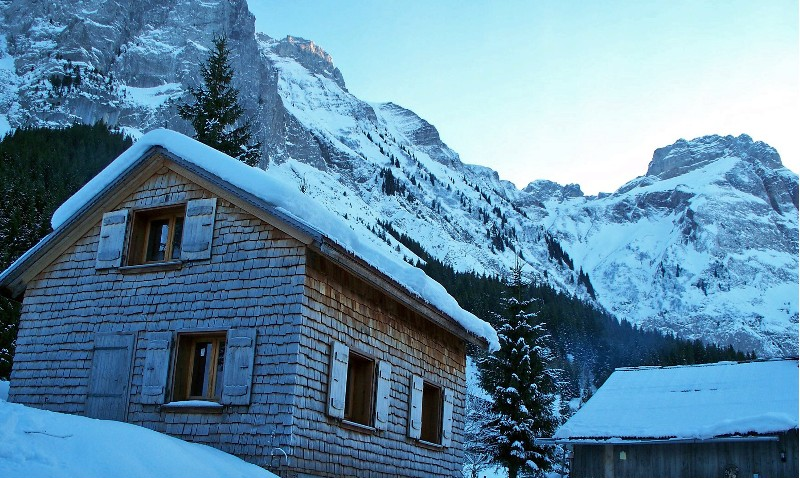
Le hameau de Morsullaz, sous le Bargy.
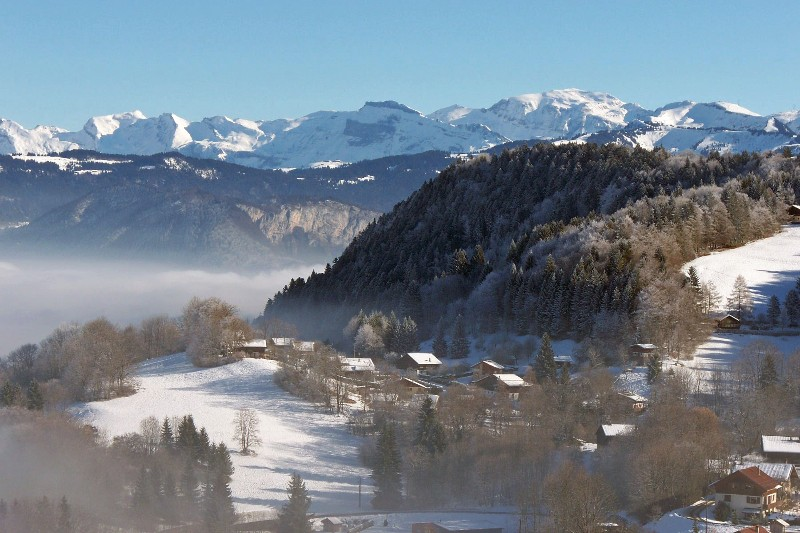
Autre hameau de Mont-Saxonnex.
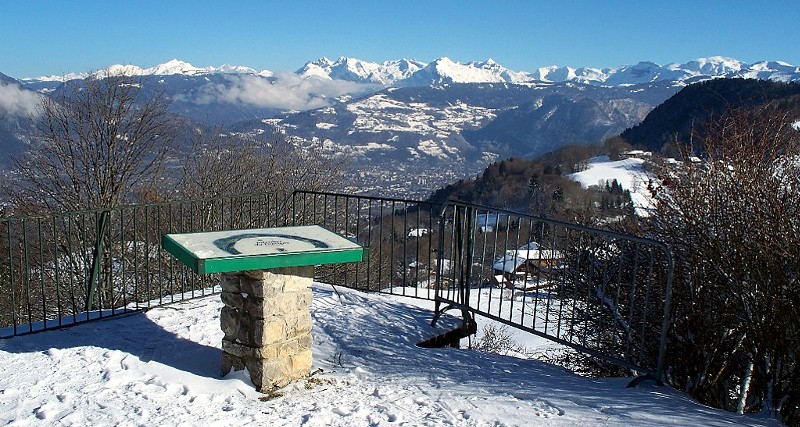
Table d'orientation du belvédère du Faucigny.
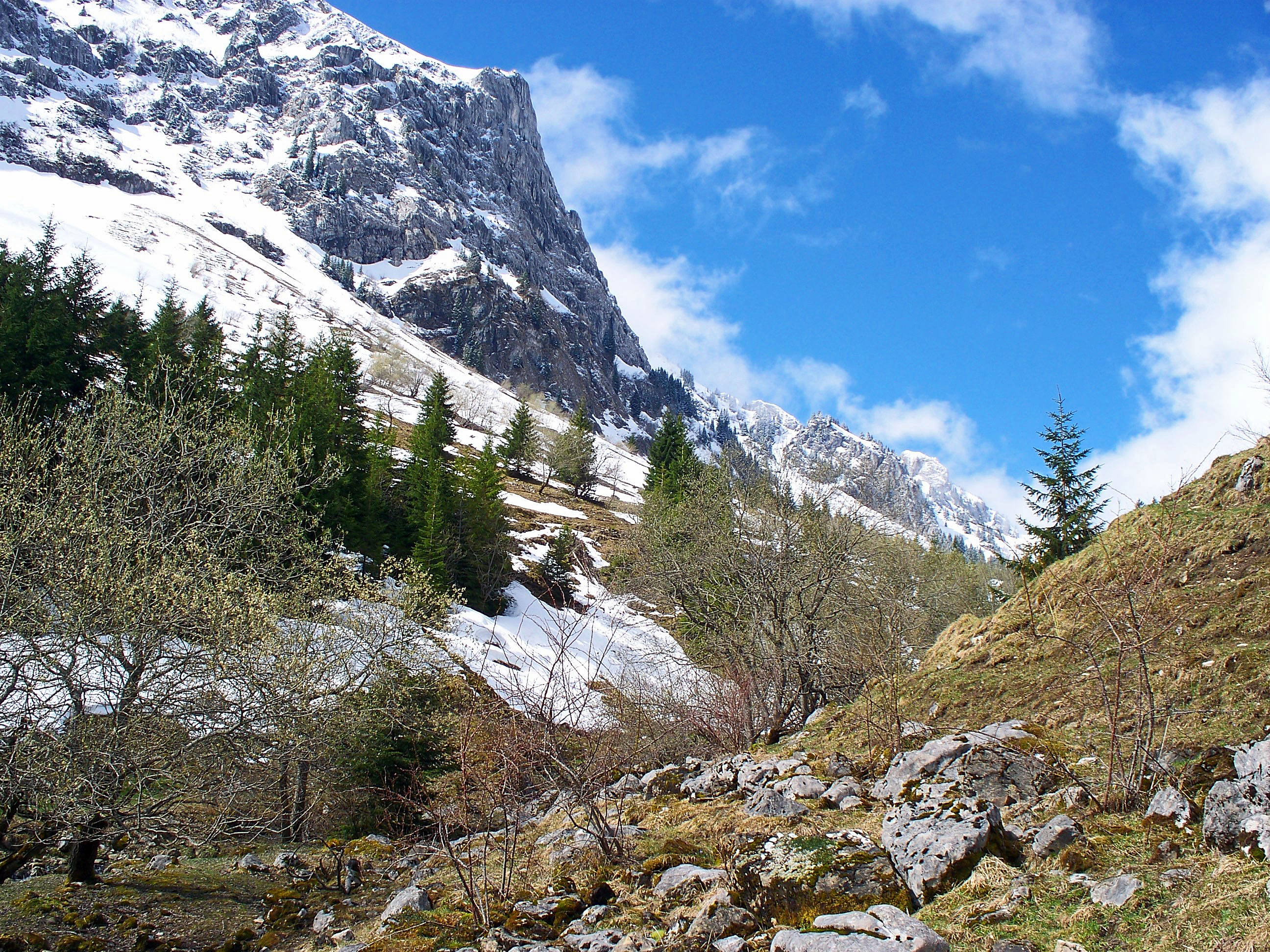
La vallée du Bronze au printemps.
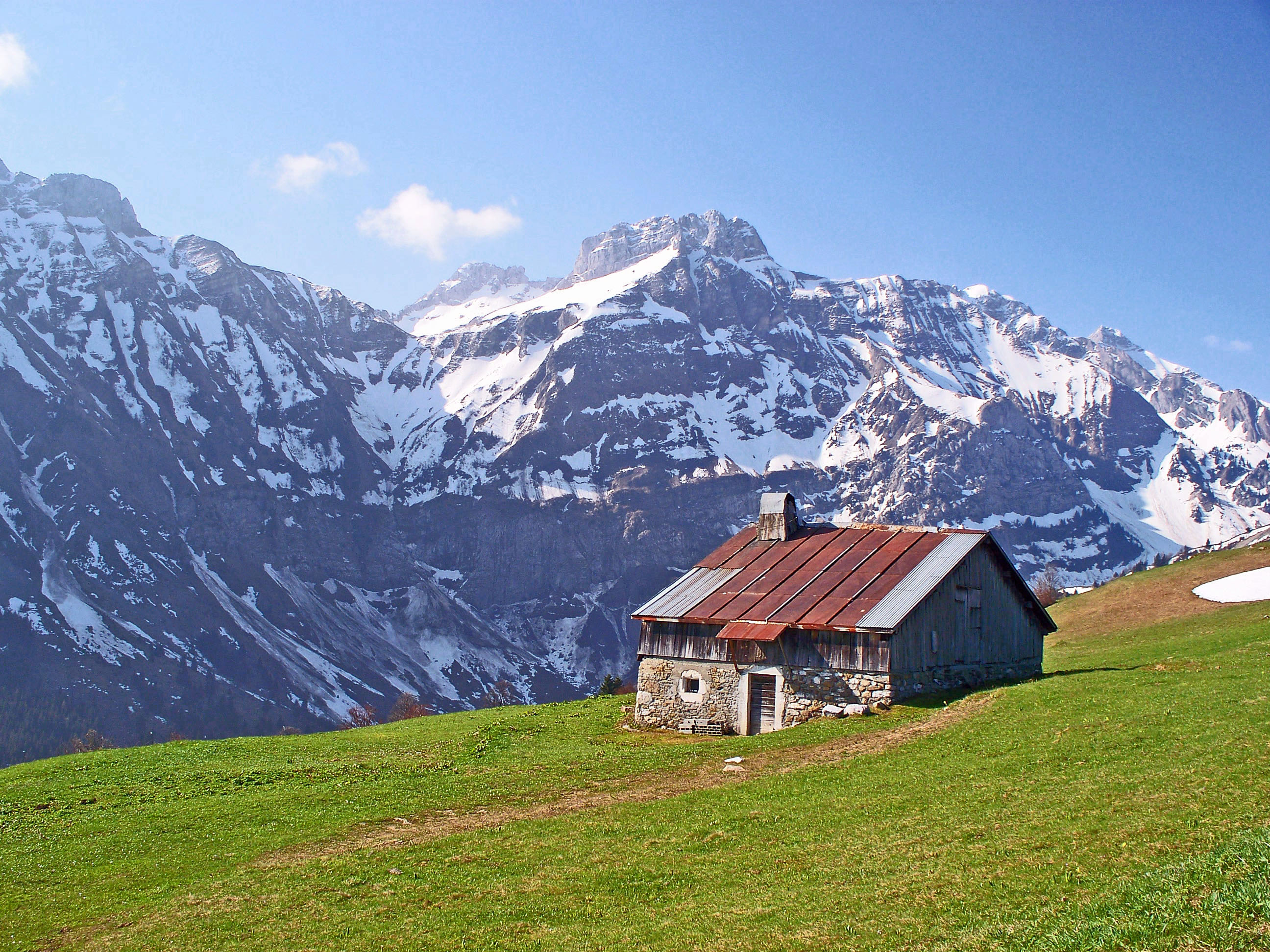
Vieux chalet d'alpage.